# 스톡 사진

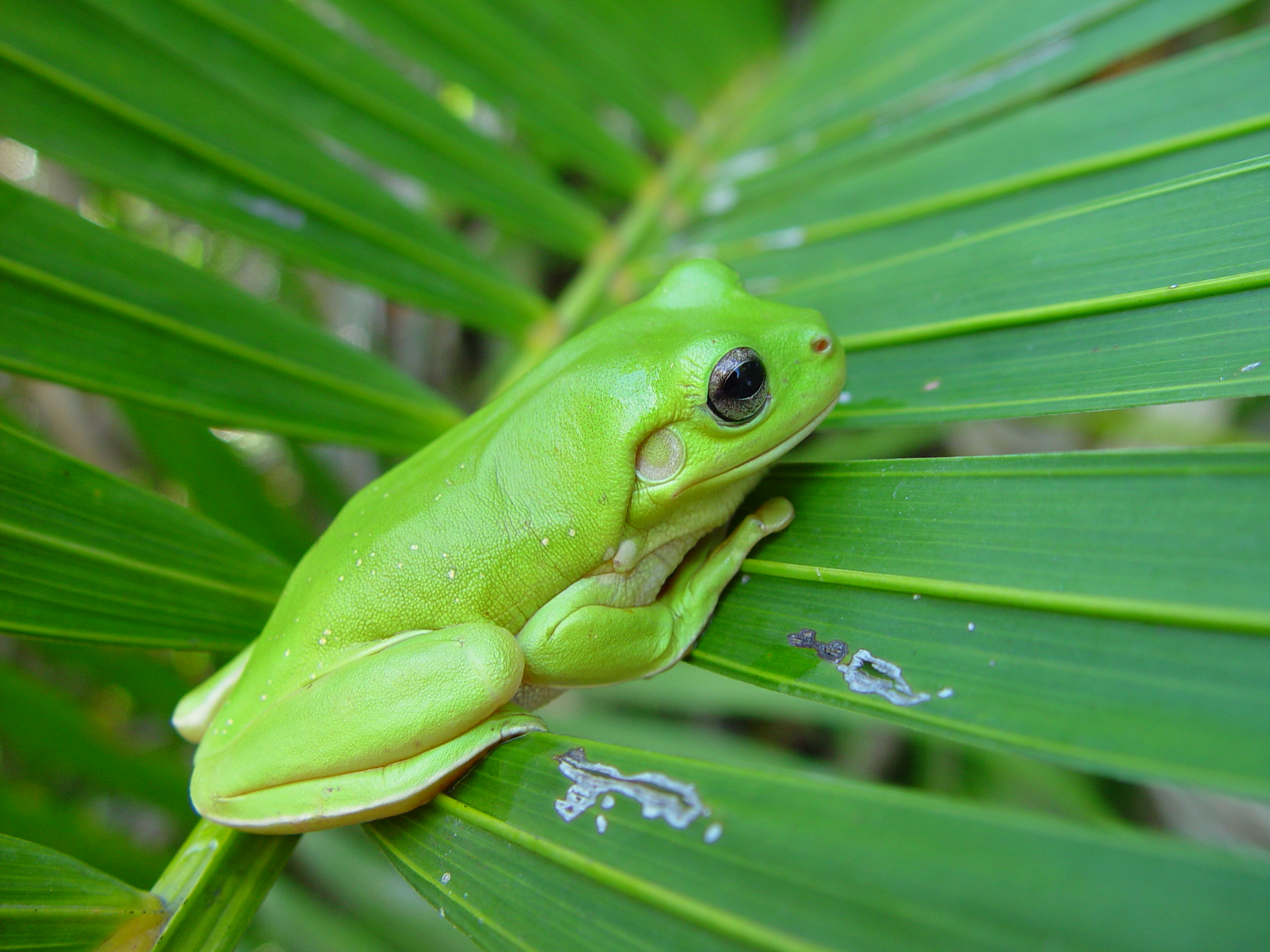
퍼블릭 도메인의 스톡 사진

스톡 사진(Stock photography)은 종종 특정 용도로 라이선스가 부여되는 사진 공급이다. 1920년대부터 자리를 잡기 시작한 스톡 사진 산업은 전통적인 매크로스톡 사진, 미드스톡 사진, 마이크로스톡 사진을 포함한 모델을 확립했다. 기존 스톡 에이전시에서는 이미지당 수백 달러에서 수천 달러를 청구하는 반면 마이크로 스톡 사진은 약 US$25센트에 판매된다. 전문 스톡 사진작가는 전통적으로 계약에 따라 하나 이상의 스톡 에이전시에 이미지를 배치하는 반면, 스톡 에이전시는 온라인 제출을 통해 아마추어 사진가의 고품질 사진을 받아들일 수 있다.
스톡 사진의 테마는 다양하지만 디 애틀랜틱의 메건 가버(Megan Garber)는 2012년에 "스톡 사진의 가장 엉뚱하고 경이로운 요소 중 하나는 장르로서 통일된 편집 감성을 발전시키는 방식이다. 스톡 이미지는... 당신이 스톡 이미지를 보고 있다는 것을 아는 것이다."라고 말했다. 역사적으로 주목할만한 전통적인 스톡 사진 에이전시로는 RobertStock, 뉴욕의 Bettman Archive, 영국의 Hulton Archive 등이 있다. 1990년대 워싱턴 주 시애틀의 포토디스크(Photodisc)와 같은 회사는 이미지 팩이 포함된 CD ROM을 판매하기 시작하여 저작권 관리 라이선스가 스톡 업계의 표준이었던 당시 로열티 없는 라이선스 시스템을 개척했다. 1990년부터 2000년대 중반 사이에 특히 코비스(Corbis)와 게티이미지(Getty Images)를 통해 스톡 사진 대행사 사이에 엄청난 양의 통합이 있었다. 초기 마이크로스톡 회사인 iStockphoto는 2000년 5월에 설립되었으며 이후 드림스타임(Dreamstime), 포토리브라(fotoLibra), 캔 스톡 포토(Can Stock Photo), 123RF, 셔터스톡, 점프스토리(JumpStory) 및 어도비 스톡과 같은 회사가 설립되었다.